# Swinefleet and Reedness

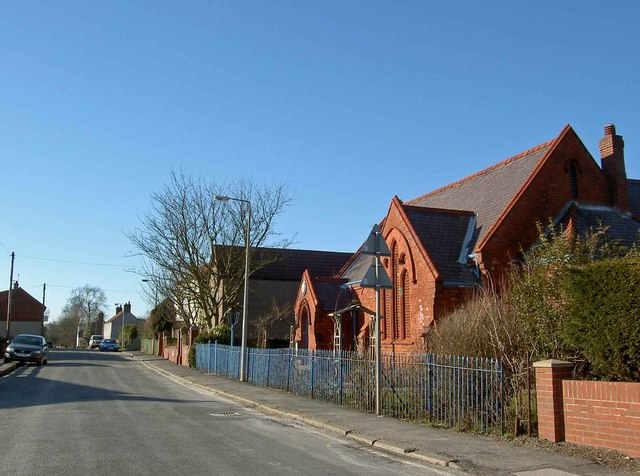
Reedness

Swinefleet and Reedness var en civil parish från 1884 till 1894 då den blev en del av Swinefleet och Reedness, i grevskapet East Riding of Yorkshire, i England. Civil parish var belägen 5 km från Goole och hade 1 633 invånare år 1891.